# عملية تبديلية

العملية التبادلية: تعني رياضياً إذا وفقط إذا if and only if كانت "x \ y = y \ x" لكلٍّ من القيمتين (أو المتحولين): x و y. توضح هذه الصورة هذه الخاصية في مفهوم العملية باعتبارها "آلة حساب". لا يهم ترتيب (أو موضع) القيمتين (أو المتحولين) x وy في العملية الرياضية طالما أن النتيجة النهائية تبقى هي نفسها.

في الرياضيات العملية التبادلية أو -أحياناً- التبديلية (بالإنجليزية: Commutativity)  هي قابلية العملية الرياضية لتبديل مواضع مُدْخلاتها دونما تغيّرٍ في النتيجة. وهي إحدى الخصائص الأساسية في العديد من فروع الرياضيات.
في الرياضيات تكون العملية الثنائية تبادليةً إذا [وفقط إذا] كان تغيير ترتيب المعاملات لا يغير النتيجة. وهي خاصية أساسية للعديد من العمليات الثنائية، وعليها يعتمد العديد من البراهين الرياضية. والأكثر شيوعاً [للتدليل عليها] -مثل اسم الخاصية- المقولة التي تقول شيئاً ما مثل:
"3 + 4 = 4 + 3"، أو "2 × 5 = 5 × 2"
يمكن أيضاً استخدام هذه الخاصية في إعداداتٍ أكثر تقدماً. تحديد اسم «العملية التبادلية» مطلوب لأنه ثمة عملياتٌ مثل القسمة والطرح لا تتضمن هذه الخاصية التبادلية
(على سبيل المثال: "3 - 5 ≠ 5 - 3")
فهذه العمليات ليست تبادليةً، ولذلك يشار إليها بـ«العمليات غير التبادلية». إن الفكرةَ القائلة بأن العملياتِ البسيطةَ -مثل «ضرب» الأرقام و«جمعها»- هي عمليات تبادلية كانت مفترضةً ضمنياً لسنواتٍ عديدةٍ خلت. ولهذا لم تجرِ تسمية هذه الخاصية حتى القرن التاسع عشر عندما بدأتِ الرياضيات تغدو موحدةً. توجد خاصية مقابلة للعلاقات الثنائية؛ يُقال إن العلاقةَ الثنائية متماثلةٌ إذا كانتِ العلاقة تنطبق بغض النظر عن ترتيب معاملاتها؛ على سبيل المثال [علاقة] المساواة متماثلةٌ حيث إن كائنين رياضيين متساويان بغض النظر عن ترتيبهما. كما في قولنا:

"x = y"، وكذلك "y = x".

## الاستخدامات الشائعة
الخاصية التبادلية (أو القانون التبادلي) هي خاصية مرتبطة بشكلٍ عامٍّ بالعمليات والوظائف الثنائية. إذا كانت الخاصية التبادلية صحيحةً لزوجٍ من العناصر في إطار عمليةٍ ثنائيةٍ معينةٍ، فيقال عندئذٍ إن العنصرين يتبادلان في إطار تلك العملية.

## المفاهيم الرياضية
في الرياضيات -ولا سيما في الجبر التجريدي- تكون عملية ثنائية ما {\displaystyle \times } معرفةً على مجموعة S تبادليةً إذا حققتِ الشرط التالي:
{\displaystyle x\times y=y\times x}
أيّاً كان x وy ضمن المجموعة S. أو بتعبيرٍ آخرَ في العملية {\displaystyle *} إذا كان:
{\displaystyle x*y=y*x\qquad {\mbox{for all }}x,y\in S.}

وتسمى العملية التي لا تفي بالخاصية المذكورة أعلاه غير تبادليةٍ.
ويقال عندئذٍ إن x يتبادل مع y، أو إن x وy يتبادلان في العملية {\displaystyle *} أو إن x وy متبادلان إذا كان:
{\displaystyle x*y=y*x.}
وبمعنىً آخرَ تكون العملية تبادليةً إذا كان كل زوجٍ من العناصر قابلين للتبادل.
وتسمى الدالة الثنائية {\displaystyle f\colon A\times A\to B} -أحياناً- تبادليةً إذا كان:
{\displaystyle f(x,y)=f(y,x)\qquad {\mbox{for all }}x,y\in A.}
مثل هذه الوظيفة تدعى بشكلٍ أكثر شيوعاً «الوظيفة المتماثلة».
من أمثلة العمليات غير التبادلية تركيب الدوال (f o g)، وtetration أو (a↑↑b)، وجداء المصفوفات.

## أمثلة

### العمليات التبادلية في الحياة اليومية

مثال يظهر العملية التبادلية في عملية جمع التفاح (3+2 = 2+3)، والذي يمكن النظر إليه على أنه جمعٌ في مجموعة الأعداد الطبيعية.

- عملية التشفير وفك التشفير في أمن المعلومات الحاسوبية تعدّ عمليةً تبادليةً، حيث إن فك التشفير لا يهتم بترتيب التشفير، وكمثالٍ على ذلك لعبة البوكر العقلية.
- يعتبر ارتداء الحذاء عمليةً تبادليةً، لأنه لا يهم إذا مابدأتِ العملية بالقدم اليسرى أم اليمنى. وبالمثل يشبه ارتداء الجوارب عمليةً تبادليةً حيث إن ارتداء أيٍّ من الجوربين أولاً غير مهمٍّ، ففي كلتا الحالتين النتيجة (ارتداء كلا الجوربين) هي نفسها. في المقابل فإن ارتداء الملابس الداخلية والسراويل ليس تبادلياً.
- تلاحظ تبادلية «عملية الجمع» عند الدفع مقابل عنصرٍ ما نقداً، فبغضّ النظر عن ترتيب تسليم الإيصالات (الفواتير)، فإنها دائماً تظهر الإجمالي نفسه.

### العمليات التبادلية في الرياضيات

تعتبر إضافة "المتجهات" (الأشعة) تبادليةً، لأن:
.

مثالان مشهوران للعمليات الثنائية التبادلية:
- جمع «الأعداد الحقيقية» تبادلي طالما أن:

{\displaystyle y+z=z+y\qquad {\mbox{for all }}y,z\in \mathbb {R} }

على سبيل المثال: "4 + 5 = 5 + 4" بما أن كلا التعبيرين يساوي 9.
- ضرب «الأعداد الحقيقية» تبادلي طالما أن:

{\displaystyle yz=zy\qquad {\mbox{for all }}y,z\in \mathbb {R} }

على سبيل المثال: "3 × 5 = 5 × 3" بما أن كلا التعبيرين يساوي 15.
كنتيجةٍ مباشرةٍ لهذا فإنه من الصحيح أيضاً أن التعبيرات على الشكل y٪ من z، وكذلك z٪ من y هي تبادلية لجميع «الأعداد الحقيقية» y وz
 على سبيل المثال فإن: 64٪ من 50 = 50٪ من 64، لأن كلا التعبيرين يساوي 32، كما أن: 30٪ من 50٪ = 50٪ من 30٪، لأن كلا التعبيرين يساوي 15٪.
- بعض وظائف الأعداد الحقيقية الثنائية هي -كذلك- تبادلية، لأن جداول الأعداد الحقيقية للوظائف تبقى ذاتها عندما يغير المرء ترتيب المعاملات.

فعلى سبيل المثال الدالة المنطقية ثنائية الشرط p ↔ q تكافئ q ↔ p. تكتب هذه الوظيفة أيضاً على الشكل p IFF q، أو على الشكل p ≡ q، أو على الشكل Epq.
والشكل الأخير هو مثال على التدوين الأكثر إيجازاً في المقالة حول وظائف الأعداد الحقيقية، والذي يسرد ستة عشر دالةً للأعداد الحقيقية الثنائية المحتملة، ثمانية منها تبادلية:
- Vpq = Vqp؛
- Apq (OR) = Aqp؛
- Dpq (NAND) = Dqp؛
- Epq (IFF) = Eqp؛
- Jpq = Jqp؛
- Kpq (AND) = Kqp؛
- Xpq (NOR) = Xqp؛
- Opq = Oqp.
- تتضمن الأمثلة الأخرى للعمليات الثنائية التبادلية جمع الأعداد المركبة وضربها، بالإضافة إلى الضرب القياسي للمتجهات (الأشعة)، وتقاطع المجموعات واتحادها.

### العمليات غير التبادلية في الحياة اليومية
- تسلسل الحروف، إن عملية تبديل ترتيب الحروف في الكلمة الواحدة هو عملية غير تبادليةٍ، لأنه بتغير أماكن الحروف غالباً ما تنتج كلمة جديدة تختلف عن الكلمة الأصلية كالإبدال بين القاف والراء في «قاربَ»، و«راقبَ» مثلاً.
كذلك الأمر: EA + T = EAT ≠ TEA = T + EA.
- يشبه غسيل وتنشيف الملابس عمليةً غير تبادليةٍ، إذ يؤدي الغسيل ثم التجفيف إلى نتيجةٍ مختلفةٍ بشكلٍ ملحوظٍ عن التجفيف ثم الغسيل.
- يؤدي تدوير الكتاب بمقدار 90 درجة حول محورٍ عموديٍّ ثم بـ 90 درجة حول محورٍ أفقيٍّ إلى إنتاج اتجاهٍ مختلفٍ عما هو عليه عند إجراء التدويرات بالترتيب المعاكس.
- حركات أي لغزٍ تركيبيٍّ (مثل تقليبات «مكعب روبيك» على سبيل المثال) غير تبادليةٍ. يمكن دراسة ذلك باستخدام نظرية المجموعة.
- عمليات التفكير غير تبادليةٍ: إذا طرح شخص سؤالاً (أ)، ثم السؤال (ب) فقد يعطي إجاباتٍ مختلفةً لكل سؤالٍ عن شخصٍ طرح أولاً (ب)، ثم (أ)، لأن طرح سؤالٍ ما قد يغير حالة عقل الشخص، [واتجاه تفكيره].
- فعل ارتداء الملابس إما تبادلي وإما غير تبادليٍّ اعتماداً على العناصر، فارتداء الملابس الداخلية، والملابس العادية غير قابلٍ للتبديل، في حين إن ارتداء الجوارب اليمنى واليسرى تبادلي (لا يهم أيهما أولاً طالما النتيجة واحدة)، وكذا الحال في انتعال الأحذية.
- خلط مجموعة أوراق اللعب أمر غير تبادلي. بالنظر إلى طريقتين A، وB لخلط مجموعة أوراق اللعب، فإن القيام بـ A أولاً ثم B بشكلٍ عامٍّ يختلف عن القيام بـ B أولاً ثم A.

### العمليات غير التبادلية في الرياضيات
تعتبر العمليات الرياضية «الطرح» (بالإنجليزية: Subtraction)، و«القسمة» (بالإنجليزية: Division)، و«الرفع إلى أس» (بالإنجليزية: Exponentiation) بعض العمليات الثنائية غير التبادلية:
- الطرح غير تبادليٍّ بما أن:

{\displaystyle 0-1\neq 1-0}.
وعلى كلٍّ يجري تصنيف «الطرح» بشكلٍ أكثرَ دقةً على أنه «عكس التبادل» (بالإنجليزية: anti-commutative) حيث: {\displaystyle 0-1=-(1-0)}.
- القسمة غير تبادليةٍ بما أن:

{\displaystyle 1\div 2\neq 2\div 1}.
- الرفع إلى أس غير تبادليٍّ بما أن:

{\displaystyle 2^{3}\neq 3^{2}}.

### دوال (توابع) مجموعة الأعداد الحقيقية
بعض دوالِّ مجموعة الأعداد الحقيقية غير تبادليةٍ، لأن جداول هذه المجموعة للدوالِّ تختلف عندما يغير المرء ترتيب المعاملات (بالإنجليزية: operands). على سبيل المثال جداول الأعداد الحقيقية لـ (A ⇒ B) = (A ∨ B¬) و (B ⇒ A) = (A ∨ ¬B) هي:
| A | B | A ⇒ B | B ⇒ A |
| - | - | ----- | ----- |
| F | F | T     | T     |
| F | T | T     | F     |
| T | F | F     | T     |
| T | T | T     | T     |

حيث F = خطأ، T = صحيح.

### التركيب الدالّي للدوالّ (التوابع) الخطية

تصوير تخطيطي لدالّةٍ رياضيةٍ (تابعٍ رياضيٍّ) موصوفةٍ مجازياً على أنها "آلة"، أو "الصندوق الأسود" ينتج عنها مخرجات مقابلة لكل إدخال.

التركيب الدالّي للدوالِّ الخطيةِ (بالإنجليزية: linear functions) من الأعداد الحقيقية إلى الأعداد الحقيقية يكاد يكون دائماً غير تبادليٍّ. على سبيل المثال لنفرض:

{\displaystyle f(x)=2x+1} and {\displaystyle g(x)=3x+7}.
ثم:
{\displaystyle (f\circ g)(x)=f(g(x))=2(3x+7)+1=6x+15}
وكذلك:
{\displaystyle (g\circ f)(x)=g(f(x))=3(2x+1)+7=6x+10}
ينطبق هذا أيضاً بشكلٍ أكثرَ عموميةً على التحولات الخطية والمرتبطة من فضاءٍ متجهٍ إلى نفسه (انظر أدناه للحصول على تمثيل المصفوفة).

### ضرب المصفوفات
غالباً ما تكون عملية ضرب المصفوفات للمصفوفات المربعة غير تبادليّةٍ، على سبيل المثال:
{\displaystyle {\begin{bmatrix}0&2\\0&1\end{bmatrix}}={\begin{bmatrix}1&1\\0&1\end{bmatrix}}{\begin{bmatrix}0&1\\0&1\end{bmatrix}}\neq {\begin{bmatrix}0&1\\0&1\end{bmatrix}}{\begin{bmatrix}1&1\\0&1\end{bmatrix}}={\begin{bmatrix}0&1\\0&1\end{bmatrix}}}

### المتجه
منتج «المتجه» (أو المنتج العرضي) لمتجهين في ثلاثة أبعادٍ هو مضاد للتبادل؛ مثال:

b × a = −(a × b).

## التاريخ وأصل الكلمة

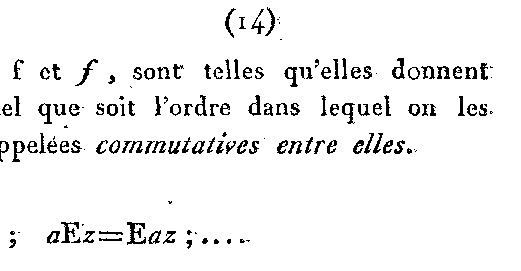
كان أول استخدامٍ معروفٍ لهذا المصطلح في مجلةٍ فرنسيةٍ نُشرت في العام 1814.

تعود سجلات الاستخدام الضمني للخاصية التبادلية إلى العصور القديمة. استخدم المصريون خاصيةَ تبادليةِ الضربِ لتبسيط المنتجات الحاسوبية. ومن المعروف أن «إقليدس» قد افترض الخاصية التبادلية للضرب في كتابه العناصر. ظهرت الاستخدامات الرسمية للخاصية التبادلية في أواخر القرن الثامن عشر وأوائل القرن التاسع عشر عندما بدأ علماء الرياضيات في العمل على نظرية الوظائف. واليوم تعتبر خاصية التبادل خاصيةً معروفةً وأساسيةً تستخدم في معظم فروع الرياضيات.
كان أول استخدامٍ مسجلٍ لمصطلح التبادل في مذكرات فرانسوا سيرفوا في العام 1814، والتي استخدمت كلمة التبادلات عند وصف الوظائف التي لها ما يسمى الآن بالخاصية التبادلية. والكلمة عبارة عن مزيجٍ من الكلمة الفرنسية commuter التي تعني «للاستبدال أو التبديل»، واللاحقة ative- ذات المعنى «يميل إلى»، لذا فإن المعنى الحرفي للكلمة هو «تميل إلى الاستبدال أو التبديل». ظهر المصطلح بعد ذلك باللغة الإنجليزية في العام 1838 في مقال «دنكان فاركوهارسون جريجوري» بعنوان «عن الطبيعة الحقيقية للجبر الرمزي» المنشور في العام 1840 في عمليات الجمعية الملكية في إدنبرة.

## المنطق الاقتراحي

### قاعدة الاستبدال
في المنطق الافتراض الدالّي للأعداد الحقيقية يشير التخفيف، أو التبادلية إلى قاعدتين صالحتين للاستبدال. تسمح القواعد للمرء بنقل المتغيرات المقترحة ضمن التعبيرات المنطقية في البراهين المنطقية. والقواعد هي:

{\displaystyle (P\lor Q)\Leftrightarrow (Q\lor P)}
و:{\displaystyle (P\land Q)\Leftrightarrow (Q\land P)}

حيث:
"{\displaystyle \Leftrightarrow }" هو رمز منطقي يمثل [عبارة] «يمكن استبداله في برهان بـ».

### الروابط الدالّية في الأعداد الحقيقية
التبادلية خاصية لبعض الوصلات المنطقية للمنطق الافتراضى الدالّي للأعداد الحقيقية. توضح المعادلات المنطقية التالية أن التبادل هو خاصية لوصلاتٍ معينةٍ. فيما يلي عرض دالّي للأعداد الحقيقية.
تبادلية الاقتران:{\displaystyle (P\land Q)\leftrightarrow (Q\land P)}
تبادلية الانفصال:{\displaystyle (P\lor Q)\leftrightarrow (Q\lor P)}
تبادلية التضمين (وتسمى أيضاً قانون التقليب):{\displaystyle (P\leftrightarrow Q)\leftrightarrow (Q\leftrightarrow P)}

## نظرية المجموعات
في المجموعة ونظرية المجموعات يُطلق على العديد من الهياكل الجبرية لقب «تبادلي» عندما تفي معاملات معينة بالخاصية التبادلية. في الفروع العليا للرياضيات -مثل «التحليل» و«الجبر الخطي»- غالباً ما تُستخدم تبادلية العمليات المعروفة (مثل «الجمع» و«الضرب» على الأعداد الحقيقية، والمركبة) (أو المفترضة ضمنياً) في البراهين.

## الهياكل الرياضية والخاصة التبادلية
- المجموعة شبه التبادلية هي مجموعة تتمتع بعمليةٍ إجماليةٍ وترابطيةٍ وتبادليةٍ.
- إذا كانتِ العملية تحتوي أيضاً على عنصرٍ محايدٍ، فسيكون لدينا عنصر تبادلي أحادي.
- «المجموعة الأبيلية»،[هامش 2] أو «المجموعة التبادلية» هي المجموعة التي تكون العملية المعرفة عليها تبادلية.[20]
- "الحلقة التبادلية" هي حلقة يكون «الضرب» فيها تبادلياً. (دائماً ما يكون "«الجمع» في الحلقة تبادلياً).[22]
- في حقلٍ رياضيٍّ كل من «الجمع» و«الضرب» تبادليان.[23]

## الخصائص ذات الصلة

### الخاصية الترابطية
ترتبط «الخاصية الترابطية» (بالإنجليزية: Associativity) ارتباطاً وثيقاً بالخاصية التبادلية. إذ تنص «الخاصية الترابطية» للتعبير الذي يحتوي على تكررين أو أكثر للعامل نفسه على أن ترتيب العمليات التي يجري تنفيذها لا يؤثر على النتيجة النهائية طالما أن ترتيب المصطلحات لا يتغير. في المقابل تنص «الخاصية التبادلية» على أن ترتيب الشروط terms لا يؤثر على النتيجة النهائية.
معظم العمليات التبادلية التي جرت معاينتها في الممارسة هي أيضاً ترابطية. ومع ذلك فإن التبادلية لا تعني الترابط [بالضرورة]. المثال المضاد يبين الأمر:
{\displaystyle f(x,y)={\frac {x+y}{2}}}
هذا المثال -مع أنه تبادلي واضح (حيث لا يؤثر تبادل x وy على النتيجة)- إلا أنه ليس ترابطياً بما أنه على سبيل المثال:
{\displaystyle f(-4,f(0,+4))=-1}

ولكن {\displaystyle f(f(-4,0),+4)=+1}
يمكن العثور على المزيد في العديد من مجموعة الأمثلة التبادلية غير الترابطية.

### خاصية التناظر

رسم بياني يوضح تناظر Symmetry دالة الجمع.

يمكن ربط بعض أشكال التناظر (بالإنجليزية: Symmetry) بشكلٍ مباشرٍ بالتبادل. عندما تجري كتابة عمليةٍ تبادليةٍ كدالّةٍ ثنائيةٍ {\displaystyle z=f(x,y)} فإن هذه الوظيفة تسمى دالةً متماثلةً، ويكون الرسم البياني الخاص بها في الفضاء ثلاثي الأبعاد متماثلاً عبر المستوي {\displaystyle y=x}.
على سبيل المثال إذا جرى تعريف الدالّة f على أنها {\displaystyle f(x,y)=x+y} إذن {\displaystyle f} هي دالة متماثلة.
وبالنسبة إلى العلاقات تكون العلاقة المتماثلة مطابقةً لعمليةٍ تبادليةٍ حيث إذا كانت العلاقة R متماثلةً، فإن:

{\displaystyle aRb\Leftrightarrow bRa}.

## المشغلين غير التبادليين في «ميكانيك الكم»
في [علاقات] «ميكانيك الكم» (بالإنجليزية: quantum mechanics) -كما صاغها «شرودنغر» Schrödinger- يجري تمثيل المتغيرات الفيزيائية بواسطة عواملَ خطيةٍ مثل {\displaystyle x} (بمعنى الضرب في {\displaystyle x})، و{\textstyle {\frac {d}{dx}}}. لا يتبادل هذان العاملان كما قد يُرى من خلال النظر في تأثير تراكيبهما

{\textstyle x{\frac {d}{dx}}}، و{\textstyle {\frac {d}{dx}}x} (وتدعى أيضاً منتجات المشغلين) على دالّةٍ موجيةٍ أحادية البعد {\displaystyle \psi (x)}
{\displaystyle x\cdot {\mathrm {d}  \over \mathrm {d} x}\psi =x\cdot \psi '\ \neq \ \psi +x\cdot \psi '={\mathrm {d}  \over \mathrm {d} x}\left(x\cdot \psi \right)}
ووفق «مبدأ الارتياب» [ويسمى أيضاً «مبدأ عدم اليقين»] لـ«هايزنبرغ» Heisenberg إذا كان العاملان اللذان يمثلان زوجاً من المتغيرات لا يتبادلان، فإن هذا الزوج من المتغيرات يكمّل بعضه بعضاً، مما يعني أنه لا يمكن قياسهما أو معرفتهما بدقةٍ في الوقت نفسه. على سبيل المثال يجري تمثيل الموضع، والزخم الخطي (بالإنجليزية: linear momentum) في اتجاه {\displaystyle x} لجسيمٍ ما بواسطة عامليْ التشغيل

{\displaystyle x}، و{\displaystyle -i\hbar {\frac {\partial }{\partial x}}} على التوالي (حيث {\displaystyle \hbar } هو «ثابت بلانك المنخفض»). هذا هو المثال عينه باستثناء الثابت {\displaystyle -i\hbar } لذا -مرةً أخرى- لا يتبادل المشغلان، والمعنى الفيزيائي هو أن الموضع [(أو موقع الجسيم)] والزخم الخطي [له] في اتجاهٍ معينٍ متكاملان.

## الهوامش
1. ↑  تُعتبر الصفة "تبادلية" أدق -من حيث المعنى- من "تبديلية". إن زيادة ألف المفاعلة بعد فاء الفعل: "بَدَلَ؛ بادل" تدل على التفاعل، أو على فعلٍ مشتركٍ بين كينونتين؛ شيئين؛ شخصين؛ أمرين... الخ مثل "لعب، لاعب"، "عمل، عامل"، "قتل، قاتل"، "شغل، شاغل".
2. ↑  سميت كذلك على اسم الرياضي النرويجي "نيلس هنريك أبيل" (02-1829).

### كتب
- Axler، Sheldon (1997). Linear Algebra Done Right, 2e. Springer. ISBN:0-387-98258-2.
Abstract algebra theory. Covers commutativity in that context. Uses property throughout book.
- Copi، Irving M.؛ Cohen، Carl (2005). Introduction to Logic (ط. 12th). Prentice Hall. ISBN:9780131898349.
- Gallian، Joseph (2006). Contemporary Abstract Algebra (ط. 6e). Houghton Mifflin. ISBN:0-618-51471-6.
Linear algebra theory. Explains commutativity in chapter 1, uses it throughout.
- Goodman، Frederick (2003). Algebra: Abstract and Concrete, Stressing Symmetry (ط. 2e). Prentice Hall. ISBN:0-13-067342-0.
Abstract algebra theory. Uses commutativity property throughout book.
- Hurley، Patrick J.؛ Watson، Lori (2016). A Concise Introduction to Logic (ط. 12th). Cengage Learning. ISBN:978-1-337-51478-1. مؤرشف من الأصل في 2023-10-23.

### مقالات
- Lumpkin، B. (1997). "The Mathematical Legacy Of Ancient Egypt — A Response To Robert Palter" (PDF) (Unpublished manuscript). مؤرشف من الأصل (PDF) في 2007-07-13. {{استشهاد بدورية محكمة}}: الاستشهاد بدورية محكمة يطلب |دورية محكمة= (مساعدة)
Article describing the mathematical ability of ancient civilizations.
- Gay، Robins R.؛ Shute، Charles C. D. (1987). The Rhind Mathematical Papyrus: An Ancient Egyptian Text. British Museum. ISBN:0-7141-0944-4.
Translation and interpretation of the بردية ريند الرياضية.